# (74066) 1998 KH65
(74066) 1998 KH65 – planetoida z pasa głównego asteroid okrążająca Słońce w ciągu 3,9 lat w średniej odległości 2,48 j.a. Odkryta 22 maja 1998 roku.